# Плейфорд Сити (футбольный клуб)
«Плейфорд Сити» (Playford City Soccer Club) — футбольный клуб из Элизабет, Южная Австралия в настоящее время выступающий в первой лиге Южной Австралии.

## История
Клуб был основан 16 мая 1956 года группой Британских Мигрантов. Название клуба было установлено как Футбольный клуб Элизабет Юнайтед, и первой официальной игрой была товарищеская игра против команды RAF Edinburgh Select. Игра была сыграна 16 марта 1957 года на Джадд Роуд Резерв Элизабет. Команда соперников разгромно выиграла игру со счетом 5-0.
В 1957 году было два соперничающих клуба, «Элизабет Юнайтед» и «Норс Номадс», которые соревновались в дивизионе SASFA Reserve B. Так было до 1958 года, когда «Кочевники» играли сезон во втором дивизионе, а «Элизабет Юнайтед» понизилась до третьего дивизиона. В 1958 году из-за политического давления произошло объединению двух клубов в новый «Элизабет Таун», который в 1959 году вошел во второй дивизион.
В 1964 году, когда Элизабет была объявлена городом, клуб переименовал себя в Элизабет-Сити. В конце 1966 года клуб поглотил старый «Анфилд Клаб» и в 1967 году получил доступ в Первый дивизион.
Пойдя на понижение в сезоне 1969, клуб выиграл чемпионат и поднялся снова. Несмотря на краткое возрождение в 1991 году, Элизабет оставалась во втором дивизионе до 1997 года, когда она пробилась в Премьер-лигу.
В 1998 и 1999 годах клуб постепенно терял спонсоров, что ухудшало финансовое положение клуба; это привело к кризису 2000 года, когда руководство клуба было вынуждено вызвать администратора. В конце 2000 года вмешались местные бизнесмены Рокко и Фиона Варакалли, которые приобрели активы Элизабет-Сити, урегулировали долги и повторно открыли клуб под названием Плейфорд-Сити.
Плейфорд выиграл Кубок Федерации в 2001 году, но был переведен в Государственную лигу в 2003 году. Клуб сразу же выиграл и лигу, и финальную серию в 2004 году и вернулся в Премьер-лигу.

## Состав команды
| — | Флаг Австралии | Вр  | Энтони Капальди | — |  |  |  |  |
| — | Флаг Австралии | Вр  | Дэниел Райан    | — |  |  |  |  |
| — | Флаг Австралии | Вр  | Купер Холлидей  | — |  |  |  |  |
|   |                |     |                 |   |  |  |  |  |
| — | Флаг Австралии | Защ | Брейден Френч   | — |  |  |  |  |
| — | Флаг Австралии | Защ | Эван Тоскас     | — |  |  |  |  |
| — | Флаг Австралии | Защ | Кеган Осборн    | — |  |  |  |  |
| — | Флаг Австралии | Защ | Дэвид Биар      | — |  |  |  |  |
| — | Флаг Австралии | Защ | Расул Хейдари   | — |  |  |  |  |
| — | Флаг Австралии | Защ | Джош Моран      | — |  |  |  |  |
| — | Флаг Австралии | Защ | Садех Хейдари   | — |  |  |  |  |
|   |                |     |                 |   |  |  |  |  |
| — | Флаг Австралии | ПЗ  | Зак Холлидей    | — |  |  |  |  |

| — | Флаг Австралии | ПЗ  | Майкл Оливер  | — |  |  |  |  |
| — | Флаг Австралии | ПЗ  | Мэтью Капоне  | — |  |  |  |  |
| — | Флаг Австралии | ПЗ  | Джеффри Халлс | — |  |  |  |  |
| — | Флаг Австралии | ПЗ  | Джек Тамкин   | — |  |  |  |  |
| — | Флаг Австралии | ПЗ  | Майкл Эктон   | — |  |  |  |  |
| — | Флаг Австралии | ПЗ  | Мэтью Бейн    | — |  |  |  |  |
| — | Флаг Австралии | ПЗ  | Котаро Кониси | — |  |  |  |  |
| — | Флаг Австралии | ПЗ  | Чол Вел       | — |  |  |  |  |
|   |                |     |               |   |  |  |  |  |
| — | Флаг Австралии | Нап | Бол Мапор     | — |  |  |  |  |
| — | Флаг Австралии | Нап | Рис Таунсенд  | — |  |  |  |  |
| — | Флаг Австралии | Нап | Джексон Курц  | — |  |  |  |  |

## Достижения
«Финальная государственная лига»
- Обладатель Титула: 1997, 2004 (2)

«Кубок Федерации»
- Обладатель Титула: 2001 (1)

«Чемпионат второго дивизиона Южной Австралии»
- Обладатель Титула: 1970, 1974, 1991, 2004 (4)